# Itasca (Texas)
Itasca es una ciudad ubicada en el condado de Hill en el estado estadounidense de Texas. En el Censo de 2010 tenía una población de 1.644 habitantes y una densidad poblacional de 511,9 personas por km².

## Geografía
Itasca se encuentra ubicada en las coordenadas 32°9′31″N 97°8′53″O / 32.15861, -97.14806. Según la Oficina del Censo de los Estados Unidos, Itasca tiene una superficie total de 3.21 km², de la cual 3.21 km² corresponden a tierra firme y (0%) 0 km² es agua.

## Demografía
Según el censo de 2010, había 1.644 personas residiendo en Itasca. La densidad de población era de 511,9 hab./km². De los 1.644 habitantes, Itasca estaba compuesto por el 66.61% blancos, el 15.45% eran afroamericanos, el 0.36% eran amerindios, el 0.12% eran asiáticos, el 0% eran isleños del Pacífico, el 14.78% eran de otras razas y el 2.68% pertenecían a dos o más razas. Del total de la población el 32.18% eran hispanos o latinos de cualquier raza.